# Sara Gómez
Pour les articles homonymes, voir Gomez.
Sara Gómez Yera dite Sarita Gómez est une scénariste et réalisatrice afro-cubaine, née à La Havane le 8 novembre 1942 et décédée le 2 juin 1974 dans la même ville.

## Biographie
Sara Gómez étudie le piano, le journalisme, la philosophie et l’ethnologie à La Havane avant de s'orienter vers le cinéma. Elle devient assistante de réalisation à l'ICAIC et travaille avec Tomás Gutiérrez Alea, Jorge Fraga et Agnès Varda sur son film Salut les Cubains (1963).  
Réalisatrice afro-cubaine, elle fait preuve d'audace dans sa vision du monde et de la société. Elle explore dans certains courts-métrages (Iré a santiago en 1964, Guanabacoa : Crónica de mi familia en 1966 et Y tenemos sabor en 1967) des aspects méconnus de la culture afro-cubaine. Mi aporte (1969-1972), film d'une vigueur féministe anticonformiste fait l'objet d'une interdiction de la part des autorités culturelles cubaines[réf. souhaitée].  
Elle obtient l'autorisation de réaliser son premier long-métrage De cierta manera (D’une certaine manière), en 1974. De cierta manera (1974) est un mélange de vision documentaire et de fiction.  Avec peu de moyens, elle suit le quotidien des habitants de Miraflores, un quartier périphérique réhabilité par la réforme urbaine. Elle « aborde les dilemmes de la marginalité sociale » avec une franchise peu coutumière.  Elle souhaite changer le regard des Cubains sur eux-mêmes. Affectée par un asthme aigu, elle décède sans avoir pu achever ce film. 
Un documentaire, réalisé par Alessandra Müller, lui a été consacré, Donde esta Sara Gómez ? (Où est Sara Gómez ?) en 2005. 
Elle avait une sœur Michaela née d’un autre père. 

## Filmographie (comme réalisatrice)
- 1962 : Plaza Vieja
- 1962 : El solar
- 1962 : Historia de la piratería
- 1962 : Solar habanero
- 1964 : Iré à Santiago
- 1965 : Excursión a Vueltabajo
- 1966 : Guanabacoa : Crónica de mi familia
- 1967 :  Y tenemos sabor
- 1968/1969 : En la otra isla, Una isla para Miguel et Isla del Tesoro, trilogie documentaire sur l'île de la Jeunesse.
- 1969 : Mi aporte (censuré[réf. souhaitée])
- 1970 : Poder local, poder popular
- 1971 : Un documental a propósito del tránsito
- 1971 : De bateyes
- 1972 : Atención prenatal
- 1972 : Año uno
- 1973 : Sobre horas extras y trabajo voluntario
- 1974 : De cierta manera (terminé par Julio García Espinosa et Tomás Gutiérrez Alea)